# Coenotephria flexuosa
Coenotephria flexuosa là một loài bướm đêm trong họ Geometridae.